# Harare (Berg)
Der Harare ist ein osttimoresischer Berg im Verwaltungsamt Bobonaro (Gemeinde Bobonaro). Er hat eine Höhe von 894 m. Er liegt im Norden der Aldeia Taimea (Suco Malilait). Nördlich verläuft die Überlandstraße von Maliana nach Carabau. An ihr liegen am Fuß des Berges die Dörfer Harare und Grotu. Am Südhang liegt der Friedhof Taimea. Nach Süden stürzt das Land hinab zu den Tälern des Mabesi, einem Zufluss des Loumea.